# Menzlin

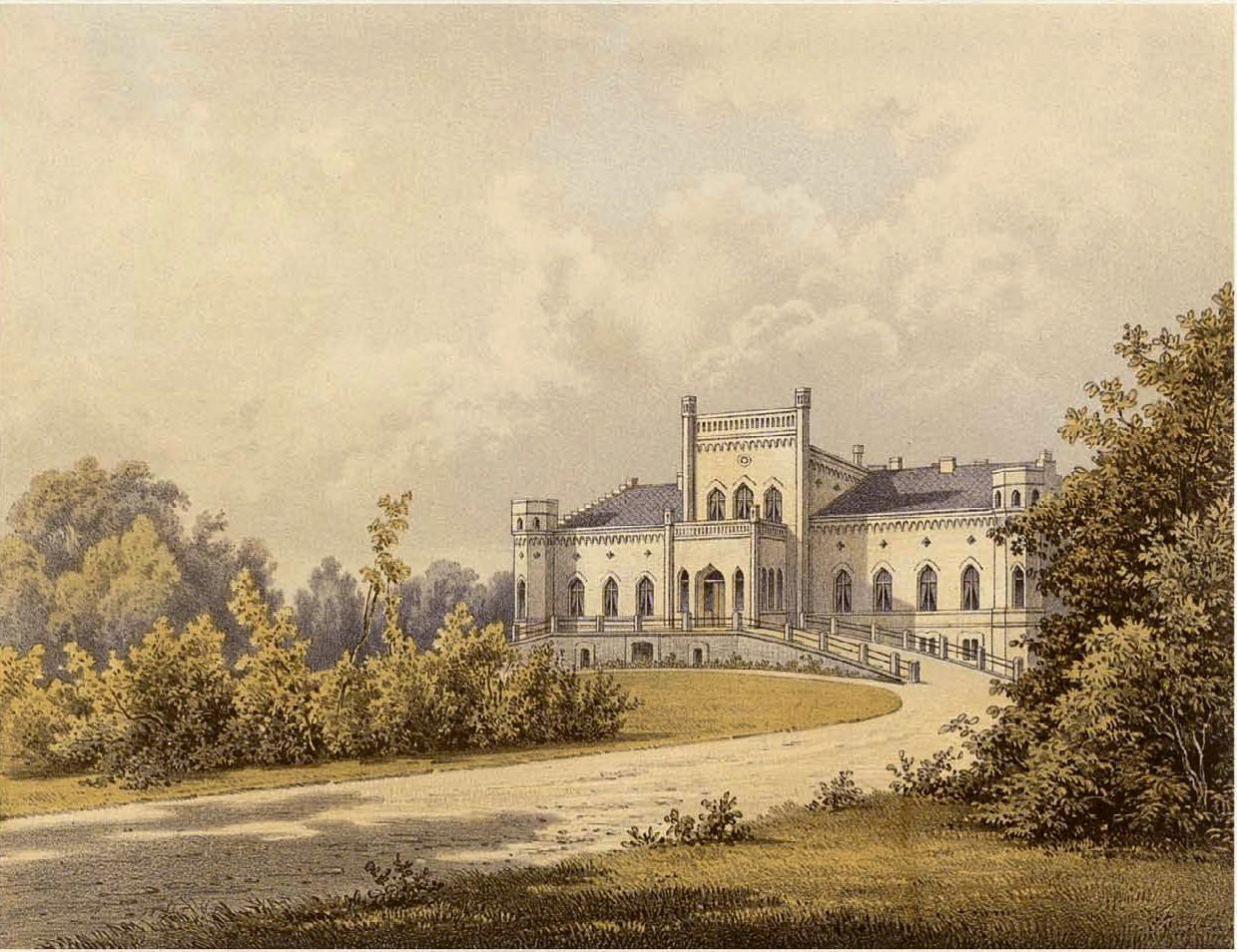
Menzlin prin anul 1860

Menzlin în prezent aparține de comuna Ziethen lângă Anklam, care se află în landul Mecklenburg-Vorpommern din Germania. În perioada evului mediu prin  localitate trecea Via Regia care lega orașele din nordul Germaniei.

## Date istorice și geografice
Prin secolul XVI în timpul domniei Carol al XII, localitatea aparține Suediei. În anul 1841 ea este cumpărată de Magnus von Wedell, iar până la sfârșitul celui de al doilea război mondial aparține familiei nobiliare von Malchus.